# Eleccions presidencials belarusses de 1994
Les eleccions presidencials de 1994 van tenir lloc a Belarús el 23 de juny de 1994, amb una segona ronda el 10 de juliol. Van ser les primeres eleccions nacionals belarusses després que el país abandones la Unió soviètica tres anys abans. El resultat va ser una clara victòria per a en Aleksandr Lukaixenko, qui va rebre 80.6% del vot en la segona ronda. La participació de les eleccions va ser del 79.0% en la primera ronda i 70.6% en la segona ronda.
Aquestes són considerades les úniques eleccions lliures i justes que s'han celebrat a Belarús fins a dia d'avu. En els dos anys següents Lukashenko va incremetnar el seu poder pas a pas, fins al punt que pel 1996 aglutinava tot el poder de govern de la nació.